# Устойчивая энергетика

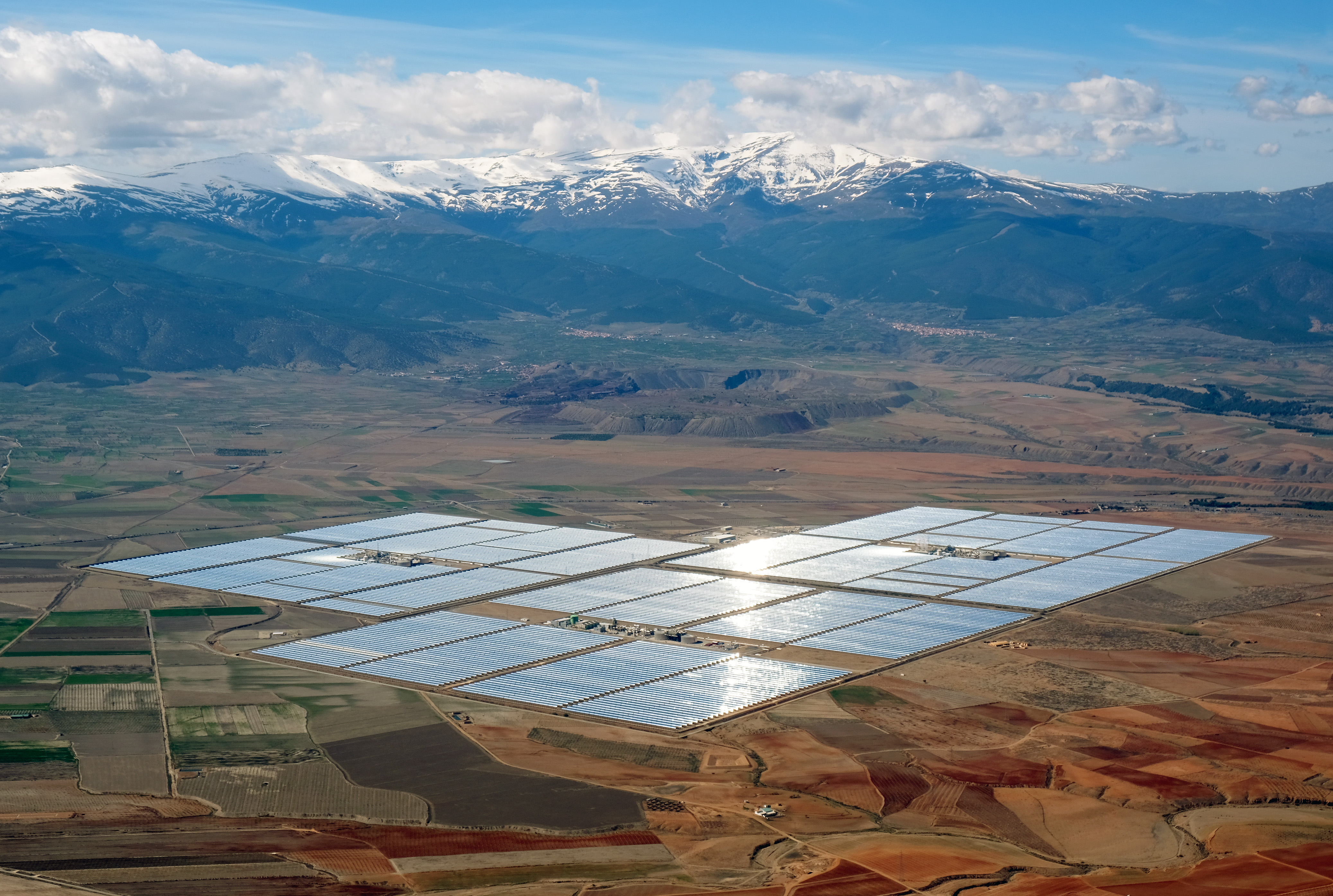

Устойчивая энергетика — состояние энергетических ресурсов и их потребления, при котором обеспечивается удовлетворение текущих энергетических потребностей без ущерба для энергетических потребностей будущих поколений.
Термин используется Организацией Объединённых Наций в выдвинутой в 2011 году инициативе «Устойчивая энергетика для всех». Указанная инициатива предусматривает, что к 2030 году должны быть решены три взаимозависимые задачи: удвоены уровень энергетической эффективности и доля возобновляемых источников энергии во всемирном энергетическом балансе, а также обеспечен всеобщий доступ к надёжным, недорогим, устойчивым и современным источникам энергии.
Определения устойчивой энергетики, как правило, включают в себя экологические (такие как выбросы парниковых газов), а также социальные и экономические аспекты. Возобновляемая энергетика при этом считается более устойчивой, чем энергетика, основанная на ископаемом топливе.